# Pasternak
Pasternak [pasternák] je judovski, beloruski in ukrajinski priimek (belorusko Пастарнак, rusko Пастерна́к, ukrajinsko Пастерна́к). Znani nosilci priimka :
- Boris Leonidovič Pasternak (1890 – 1960), ruski književnik
- Jevgenij Borisovič Pasternak (1923 – 2012), ruski inženir in literarni kritik, sin L. Pasternaka
- Jevgenija Lurje (-Pasternak) (1898 – 1966), slikarka, 1. žena L. Pasternaka
- Leonid Osipovič Pasternak (1862 – 1945), ruski slikar
- Zinaida (Nikolajevna Nejgauz) Pasternak (1897 – 1966), 2. žena L. Pasternaka